# Dąbrówno (gmina)
Dąbrówno – gmina wiejska w województwie warmińsko-mazurskim, w powiecie ostródzkim. W latach 1975–1998 gmina położona była w województwie olsztyńskim.
Siedzibą gminy jest Dąbrówno.
Według danych z 30 czerwca 2004 gminę zamieszkiwało 4380 osób. Natomiast według danych z 31 grudnia 2019 roku gminę zamieszkiwało 4283 osób.

## Struktura powierzchni
Według danych z roku 2002 gmina Dąbrówno ma obszar 165,37 km², w tym:
- użytki rolne: 68%
- użytki leśne: 12%

Gmina stanowi 9,37% powierzchni powiatu.

## Demografia

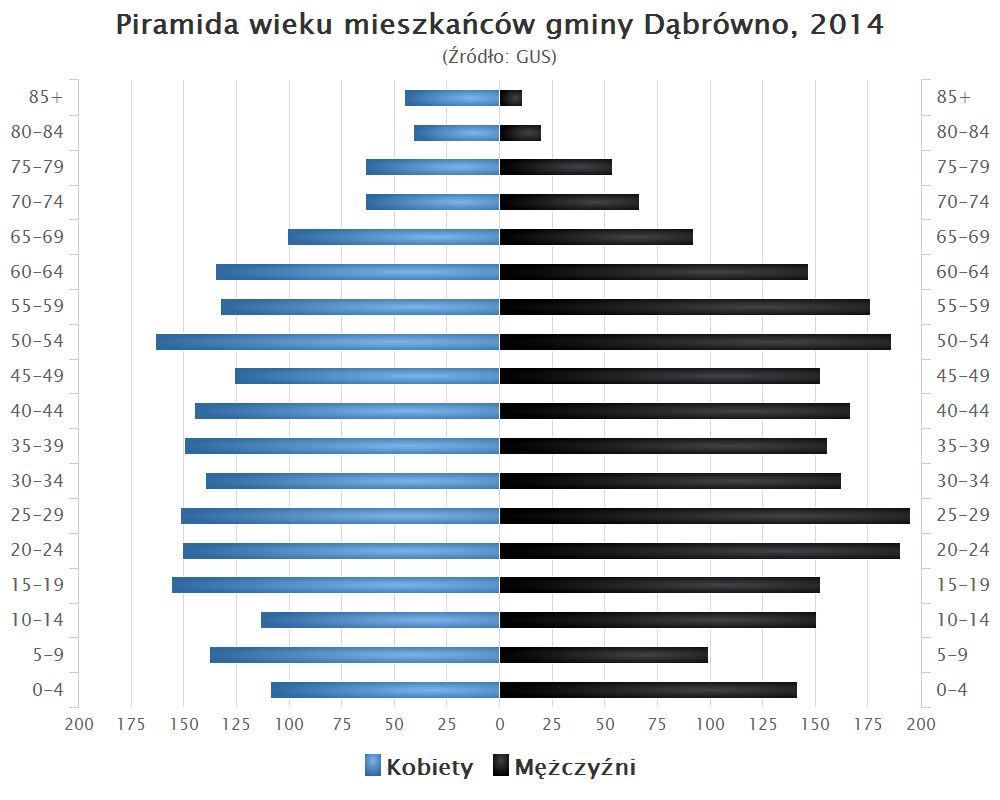
Piramida wieku mieszkańców gminy Dąbrówno w 2014 roku

Dane z 30 czerwca 2004:
| Opis                              | Ogółem | Ogółem | Kobiety | Kobiety | Mężczyźni | Mężczyźni |
| --------------------------------- | ------ | ------ | ------- | ------- | --------- | --------- |
| jednostka                         | osób   | %      | osób    | %       | osób      | %         |
| populacja                         | 4380   | 100    | 2176    | 49,7    | 2204      | 50,3      |
| gęstość zaludnienia (mieszk./km²) | 26,5   | 26,5   | 13,2    | 13,2    | 13,3      | 13,3      |

## Ochrona przyrody

### Parki Krajobrazowe
Gmina częściowo jest zlokalizowana na obszarze Parku Krajobrazowego Wzgórz Dylewskich

### Pomniki przyrody
Na terenie gminy znajdują się następujące pomniki przyrody:
| Nr | Lokalizacja                          | Forma             | Nazwa                   | Obwód przy powołaniu [cm] | Nr ew. | Akt prawny                                                 |
| 1. | leśnictwo Napromek oddz. 185         | 2 głazy narzutowe | 2 granity               | 600 i 700                 | 309    | R-X-309/64 11.03.1964 r.                                   |
| 2. | Tułodziad skraj parku                | pojedyncze drzewo | jesion wyniosły         | 368                       | 400    | RGŻL-op-400/84 z 11.06.1984 r.                             |
| 3. | leśnictwo Napromek oddz. 172a        | pojedyncze drzewo | buk pospolity           | 350                       | 495    | Dz. Urz. WRN w Suwałkach Nr 7 poz. 26 z 1984 r.            |
| 4. | leśnictwo Napromek oddz. 186f        | pojedyncze drzewo | jesion wyniosły         | 320                       | 496    | Zarz. Nr 21 Woj. Olsztyńskiego z 08.03.1989 r.             |
| 5. | leśnictwo Napromek oddz. 179k        | głazowisko        | 150 głazów narzutowych  | od 276 do 490             | 966    | Dz. Urz. Woj. Warm.-Maz. Nr 152, poz. 2513 z 27.12.2001 r. |
| 6. | leśnictwo Dylewo oddz. 106, 115, 116 | głazowisko        | 1100 głazów narzutowych | od 230 do 620             | 967    | Dz. Urz. Woj. Warm.-Maz. Nr 152, poz. 2513 z 27.12.2001 r. |

### Użytki ekologiczne
W gminie Dąbrówno występuje użytek ekologiczny o nazwie "Brzeźno Mazurskie". Został on powołany w 1997 roku Rozporządzeniem Nr 63 Wojewody Olsztyńskiego (Dz. Urz. Woj. Olsztyńskiego nr 9, poz. 27 z 17.03.1997 roku). Chroniony teren obejmuje łąki i bagna wraz z jeziorem Brzeźno o powierzchni 19,12 ha.

### Obszary Chronionego Krajobrazu
Na terenie gminy znajdują się:
- Dąbrówieński Obszar Chronionego Krajobrazu
- Obszar Chronionego Krajobrazu Jeziora Mielno.

## Miejscowości

### Sołectwa
Brzeźno Mazurskie, Dąbrówno, Elgnowo, Gardyny, Jagodziny, Leszcz, Lewałd Wielki, Łogdowo, Marwałd, Odmy, Okrągłe, Osiekowo, Ostrowite, Samin, Tułodziad, Wądzyn, Wierzbica.

### Pozostałe miejscowości
Bartki, Dąbrowa, Fiugajki, Jabłonowo, Jakubowo, Kalbornia, Klonówko, Leszcz (osada), Pląchawy, Saminek, Stare Miasto.

## Sąsiednie gminy
Działdowo, Grunwald, Kozłowo, Lubawa, Ostróda, Rybno